# Rio Paraíba

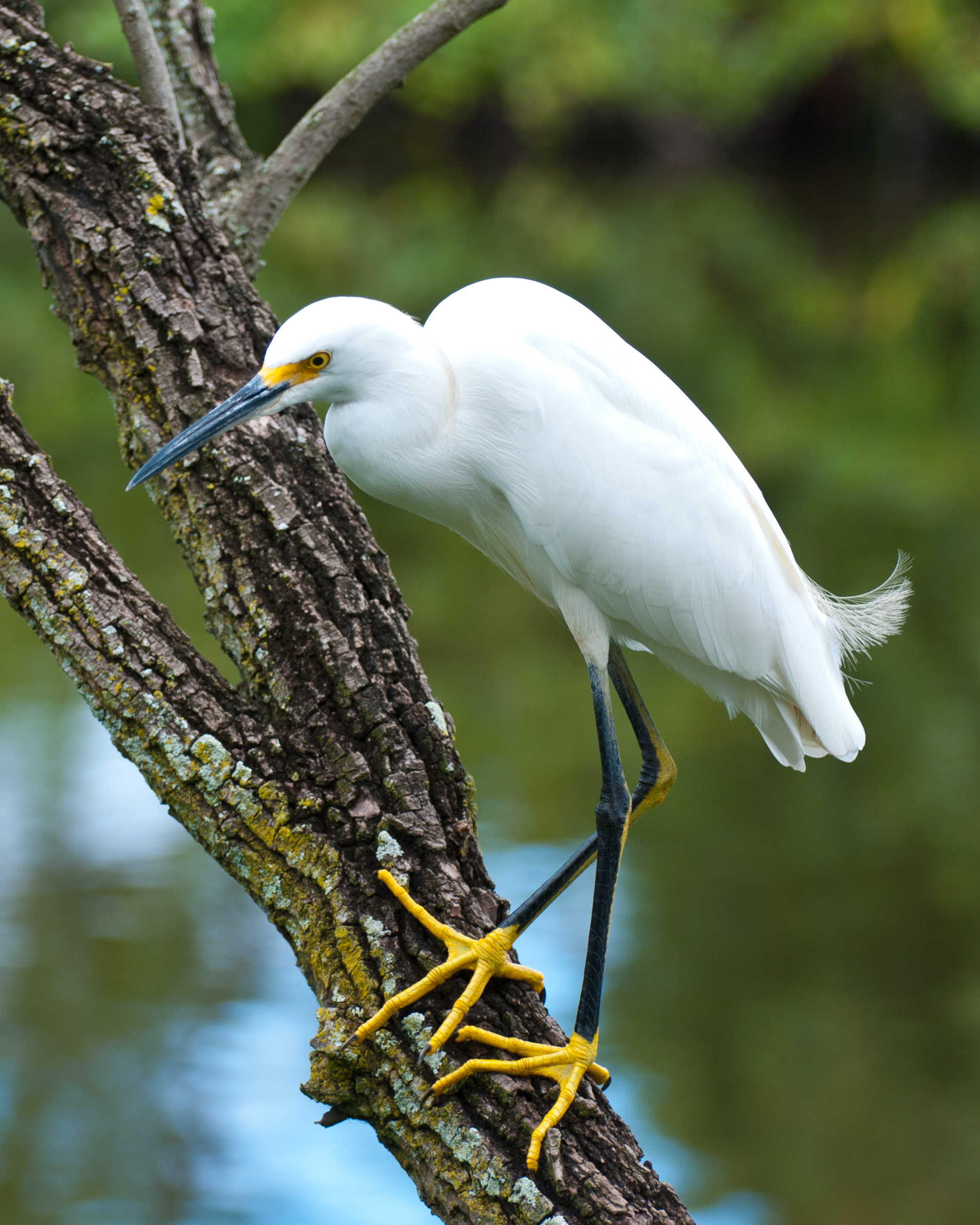
Garça-branca-pequena, presença comum no estuário

O rio Paraíba é um curso de água que banha o estado da Paraíba, no Brasil. É um dos mais importantes do estado devido a sua extensão e relevância econômica. Quanto à perenidade, é considerado um rio intermediário. Parte de seu leito se altera na largura em épocas de seca, e seu médio curso é perene até a foz. Em 2006, um levantamento da avifauna de seu estuário revelou a ocorrência de 89 espécies de aves endêmicas ou migratórias.
A bacia hidrográfica do Paraíba é a segunda maior do estado da Paraíba (fica atrás apenas da do rio Piranhas) e abrange 38% do território, abrigando 1 828 178 habitantes, o que corresponde a 52% da população total do estado. O Paraíba banha dezenas de municípios e cidades importantes, passando pela região mais urbanizada e industrializada do estado. Em sua área de abrangência, estão incluídas as cidades de João Pessoa, a capital, e Campina Grande, o segundo maior centro urbano do estado. Do ponto de vista hidrográfico, é a «espinha dorsal da civilização paraibana». Sua porção oeste é dominada pela pecuária.

## Etimologia

Do tupi pará (rio), + aíb (ruim) + o sufixo -a, formando o que na gramática do tupi é conhecido como uma composição atributiva. O -a ao final é o sufixo substantivador, e não faz parte do adjetivo aíb.

O etimologista Antenor Nascentes determina a origem do nome do rio (e posteriormente do estado) nos termos da língua tupi pa'ra (rio) e a'iba («impraticável à navegação»). Entretanto, outras fontes sugerem que essa mesma palavra provenha do nome indígena para a árvore Simarouba versicolor, que floresce abundantemente na região e é popularmente denominada pau-paraíba. Uma terceira versão, ratificada no romance Iracema pelo escritor cearense José de Alencar, sugere que o significado é «rio que é braço de mar» (pará-hyba).
Antes da descoberta da Paraíba pelos portugueses, o rio já era conhecido pelos índios potiguaras por seu atual nome, Paraíba. O explorador português André Gonçalves denominou-o «rio de São Domingos», que é uma adaptação daquele que os franceses — então presença constante no litoral paraibano — já chamavam de Saint-Domingue.
Tal afirmação é corroborada por vários autores, como se faz na Revista do Instituto Histórico e Geográfico Paraibano, de 1928:
O rio Parahyba começa a aparecer na cartografia brasileira, depois da expedição de Solis, no Atlas de [Cosme de] Kunstmann, sob o nome de São Domingos, e vai até muito perto da conquista da capitania, quando foi trocado o nome português pelo indígena conservado até os nossos dias.
As etimologias acima, entretanto, podem faltar com adequação conforme a ortografia da língua tupi utilizada hodiernamente ou apenas faltar com precisão linguística. Com a evolução dos estudos na área da língua tupi sabe-se hoje que a denominação Paraíba advém da composição dos termos tupis antigos pará («rio»), aíb («ruim») e a (sufixo substantivador).

## História

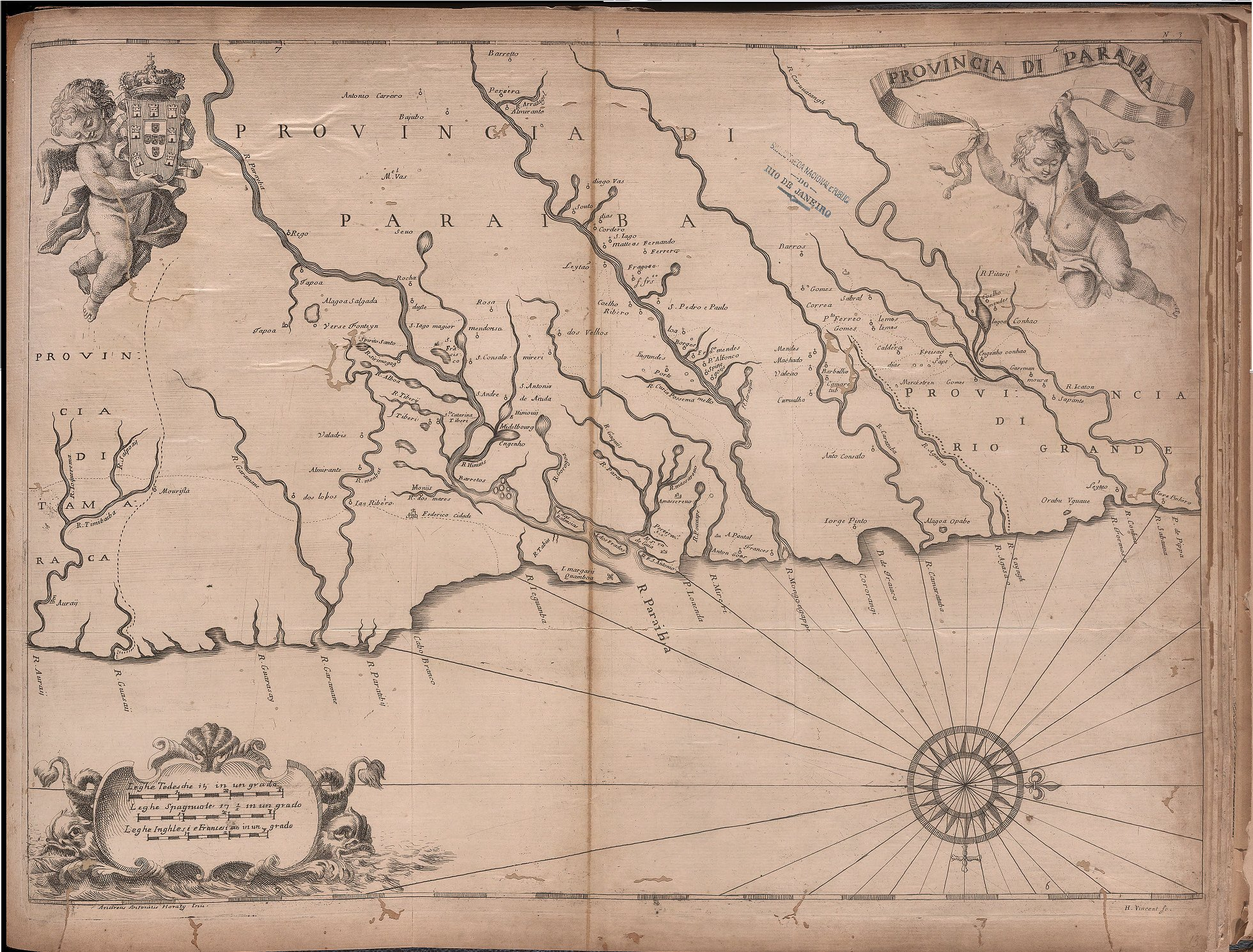
Mapa do século XVI da então Capitania da Parahyba, com o rio Paraíba ao centro

Em 1574, uma grande expedição lusitana rumou da Capitania de Pernambuco até a foz do rio Paraíba e seu comandante tomou posse da região em nome de rei de Portugal com atos e solenidades. Os índios potiguaras, que não entendiam o que se passava, não só não aceitaram a conquista, como retomaram a posse das terras, chegando a matar um dos filhos de Diogo Dias, o qual reconstruía o engenho de seu pai nos poucos meses em que permaneceu em terras paraibanas. Como as respostas aos índios se tornaram muito dispendiosas nesse começo de colonização portuguesa, a Paraíba cai em dez anos de esquecimento, sem colonização portuguesa alguma até 1585, data da efetiva fundação da capitania. Até então, os portugueses se contentaram em enviar algumas expedições, que apenas destruíam as embarcações francesas, forçando os náufragos a viver com os potiguaras.
Durante mais de dez anos, até 1585, a presença efetiva de portugueses na Capitania de Itamaracá, como então se chamava a Paraíba, continuaria a se limitar às margens do rio Goiana, já que, na desembocadura do então rio Paraíba, apenas traficantes franceses de pau-brasil e aventureiros europeus ousavam adentrar.
A primeira cheia do rio Paraíba de que se tem notícia ocorreu em 1641, causando estragos às culturas da várzea, mas tendo pouco impacto sobre a população. Outras que se sucederam ainda no tempo do Brasil Colônia foram as de 1698 e 1731. A de 1780 trouxe, consigo, uma cruz ao Engenho Espírito Santo, gerando o nome da vila ali existente. Já a de 1924 arrasou cidades do agreste paraibano, como Itabaiana e Pilar. A construção do Açude Boqueirão, no médio curso do rio, espaçou as constantes enchentes, que, hoje, ocorrem apenas no baixo curso do rio, alimentado por afluentes. Um exemplo é a cheia de 1985, que arrasou a cidade de Cruz do Espírito Santo, e a mais recente, de 2004, que causou vários estragos em muitas localidades. E em 2011 na cidade de Itabaiana-PB.

## Bacia hidrográfica

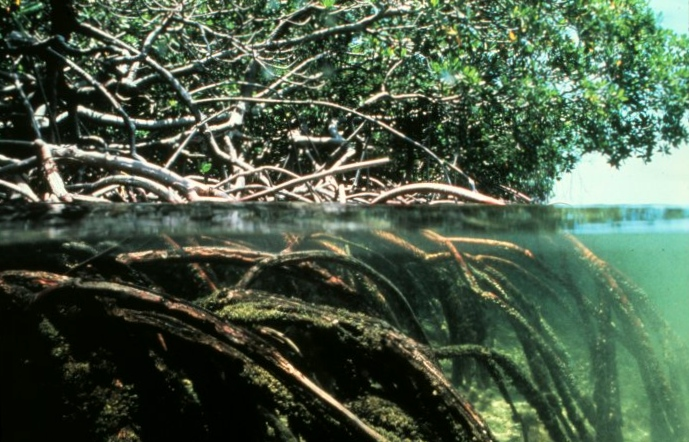
Sob constante ameaça, o rio ainda apresenta extenso manguezal.

### Características
O Paraíba nasce a mais de mil metros de altitude na Serra de Jabitacá, no município de Monteiro, divisa com Sertânia, em Pernambuco, percorrendo toda a região centro–sul paraibana e banhando uma área de 20 071,83 km², compreendida entre as latitudes 6°51'31" e 8°26'21" sul e as longitudes 34°48'35" e 37°2'15" a oeste do meridiano de Greenwich. A vertente mais alta do rio Paraíba, que nasce com o nome de rio do Meio, apresenta uma altitude de 1 079 metros, no pico da Bolandeira. Ainda no alto curso, recebe, entre outros afluentes, o rio Taperoá, antes de formar o Açude Boqueirão.
No médio curso, o Paraíba tem, como principal afluente, o rio Paraibinha, que forma a Represa de Acauã, e o Rio Gurinhém, a partir do qual passa a correr em seu baixo curso, onde seus principais tributários são o rio Paroeira e o rio Sanhauá, que separa as cidades de João Pessoa e Bayeux.
O Paraíba, no passado, era navegável de Santa Rita até Cabedelo, época em que usineiros transportavam suas mercadorias ao Porto de Cabedelo através de barcaças. Atualmente, tal navegabilidade não mais existe, limitando-se apenas a pequenas canoas, jangadas e barcos de pequeno calado, e em alguns trechos com restrições. O Paraíba necessita, portanto, de desassoreamento de seu leito para que a antiga navegabilidade se restabeleça. A montante dessa região, somente trafegam pequenas embarcações, já que as condições de navegabilidade só possibilitam que embarcações com calado máximo de seis metros trafeguem, não influindo o volume e o peso das cargas movimentadas. Seu curso total tem 380 quilômetros e segue o sentido sudoeste–leste, quando, então, deságua no oceano Atlântico, entre os municípios de Cabedelo, Lucena, Santa Rita, Bayeux e João Pessoa, formando uma foz do tipo mista. 

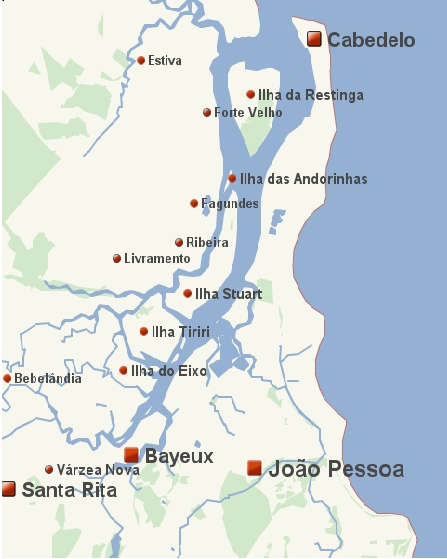
Estuário e principais localidades.

Em seu estuário, encontram-se dezenas de desembocaduras de outros rios, manguezais, o Porto de Cabedelo — escoadouro da capital paraibana — e também diversas ilhas, como Restinga, Stuart e Tiriri. As marés do rio sobem até a localidade de Várzea Nova, distante 30 quilômetros da foz. Muitos autores do século 19 afirmaram que o Paraíba era navegável até a capital com galeotas e barcos de porte médio e até Pilar em canoas, já que dessa cidade à montante o rio tem menos caudal, chegando mesmo a ser temporário no alto curso, próximo às nascentes.

### Cartografia desatualizada
Pelos mapas oficiais disponíveis até o momento, o rio Paraíba ainda deságua defronte à Ilha do Eixo, onde se divide em dois braços: um rumando a sudeste (encontrando o Sanhauá) e o outro a nordeste, em direção à Ilha Tiriri. Contudo, uma cheia na década de 1980 escavou um novo leito, levando o Paraíba a jogar suas águas no rio Paroeira. A região estuarina do rio Paraíba é formada de aluviões e terras baixas e pantanosas (várzeas), portanto suscetíveis a eventuais mudanças por erosão. O antigo leito secou e perdeu a conexão com o rio Paraíba, retomando apenas no período de grandes cheias.
Essa mudança ainda não foi registrada nos mapas oficiais brasileiros, mas consta dos mapas do Google Earth, que usa imagens de satélites como parâmetro de mapeamento.

## Administração da bacia

### Comitê do Paraíba
Através dos governos federal e estadual, foram construídos, na área de sua bacia, vários açudes públicos, que são utilizados no abastecimento das populações e rebanhos, irrigação, pesca e em algumas iniciativas de lazer e turismo regional. Tais reservatórios são as principais fontes de água da região e, na ocorrência de estiagens, muitos deles entram em colapso, ocasionando conflitos pelo uso dos recursos hídricos e graves problemas de ordem socioeconômica, como é o caso do Açude Boqueirão.
Por isso, há alguns anos foi formado o Comitê da Bacia Hidrográfica do rio Paraíba, aprovado pelo Conselho Estadual de Recursos Hídricos, como um órgão colegiado, de caráter consultivo e deliberativo que comporá o Sistema Integrado de Planejamento e Gerenciamento de Recursos Hídricos do estado. O comitê tem como função o diagnóstico da situação dos recursos hídricos na bacia, bem como a identificação dos conflitos entre usuários, além dos riscos de racionamento dos recursos hídricos ou de sua poluição e de degradação ambiental em razão de sua má utilização.

### Transposição do rio São Francisco
Desde 2017, depois de chegar em Monteiro, as águas da Transposição do rio São Francisco seguem pelo leito do Rio Paraíba, passando pelos açudes de Poções, Camalaú, Epitácio Pessoa, conhecido como Boqueirão, e depois segue para Acauã, Aracagi. Em torno de 1 milhão de pessoas são beneficiadas pelo abastecimento no Eixo Leste da Transposição, além de gerar efeitos como o aumento do número de peixes no rio, com a chegada de espécies da bacia do São Francisco, bem como a melhoria da qualidade da água dos açudes. O açude Boqueirão estava em seu menor nível histórico (2,9%) após seis anos de seca, subindo para 15,8% dezembro, após a chegada das águas da transposição em abril de 2017.

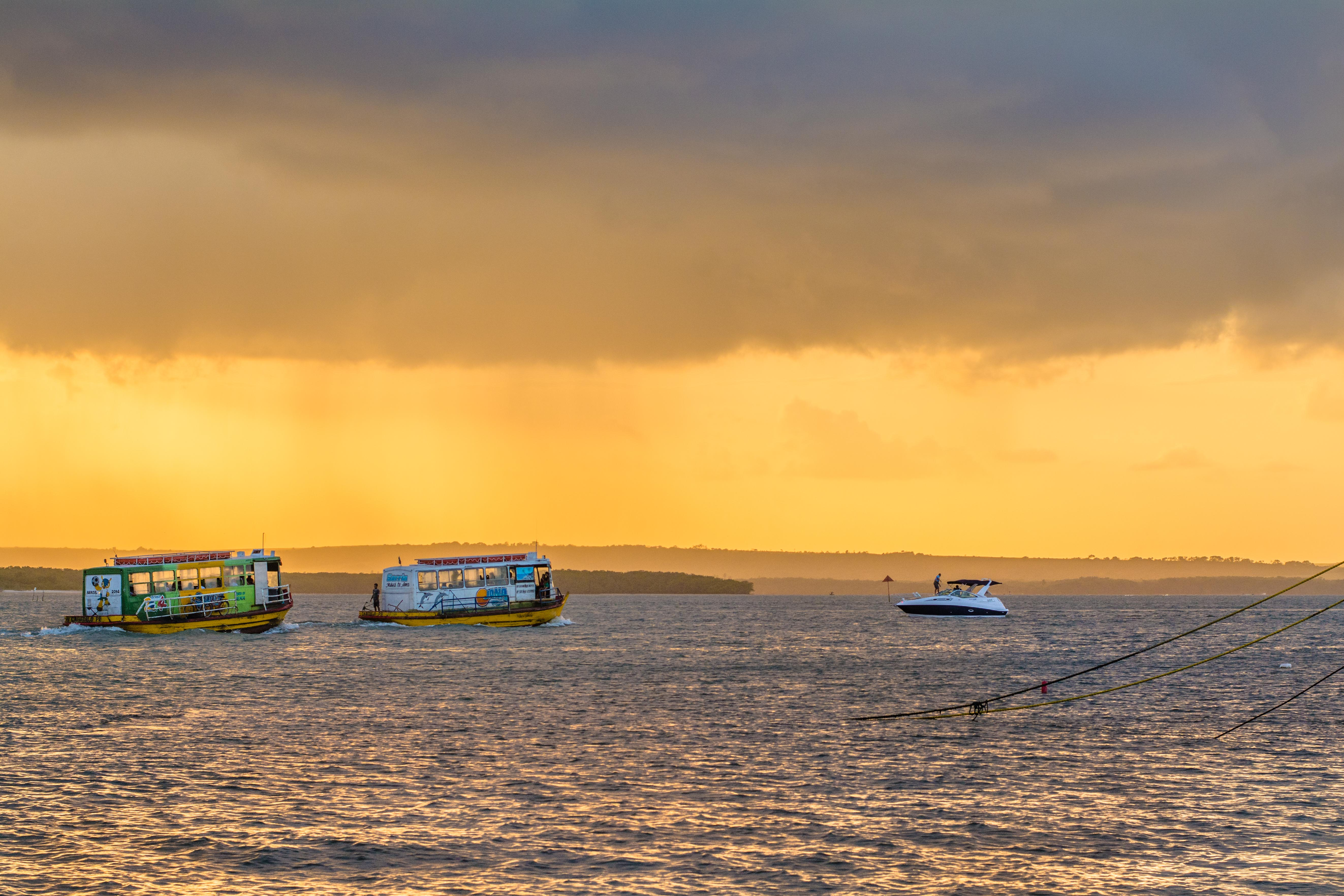
Barcos cruzando a foz do Paraíba durante o pôr do sol.

### Canal Acauã–Araçagi
Considerada a porta de entrada das águas do rio São Francisco no estado, que chegam via Canal Leste, o canal Acauã–Araçagi é uma obra de grande envergadura, orçada em 933 milhões de reais. A obra foi iniciada em outubro de 2012 e prevê-se que irrigará 16 mil hectares de terras agricultáveis. Tal canal visa a integrar as bacias hidrográficas da região litorânea paraibana a fim de aproveitar as águas vindas do São Francisco. Finda a construção, haverá conexão entre as bacias e sub-bacias do Alto Paraíba, Camaratuba, Gurinhém, Miriri e Araçagi–Mamanguape.
O canal foi considerado a maior obra hídrica dos últimos trinta anos na Paraíba, pois terá terá 112 quilômetros de extensão quando estiver concluído, e garantirá água para 500 mil habitantes de 35 cidades.